# G Sides
G Sides è un album discografico di raccolta del gruppo musicale virtuale britannico Gorillaz, pubblicato nel 2001.
Si tratta di un disco di B-sides tratte dal primo album in studio della band, ossia l'eponimo Gorillaz, e dall'EP Tomorrow Comes Today.

## Tracce
1. 19-2000 (Soulchild remix) – 3:27
2. Dracula – 4:44
3. Rock the House (radio edit) (feat. Del the Funky Homosapien) – 3:00
4. The Sounder (feat. Phi Life Cypher) – 4:29
5. Faust – 3:47
6. Clint Eastwood (Phi Life Cypher Version) (feat. Phi Life Cypher) – 4:54
7. Ghost Train – 3:56
8. Hip Albatross – 2:44
9. Left Hand Suzuki Method (feat. Miho Hatori) – 3:08
10. 12D3 – 3:25
11. Clint Eastwood (Video) – 4:30
12. Rock the House (Video) – 3:39